# Peratovci
Peratovci su naseljeno mjesto u općini Jajce, Federacija Bosne i Hercegovine, BiH.
Nalazi se 3 kilometra sjeverno od Jajca.

## Stanovništvo

### 1991.
Nacionalni sastav stanovništva 1991. godine, bio je sljedeći:
ukupno: 372
- Hrvati - 317
- Muslimani - 37
- Srbi - 2
- ostali, neopredijeljeni i nepoznato - 16

### 2013.
Nacionalni sastav stanovništva 2013. godine, bio je sljedeći:
ukupno: 331
- Hrvati -  300
- Bošnjaci - 29
- ostali, neopredijeljeni i nepoznato - 2

## Vanjske poveznice
- Satelitska snimka  Arhivirana inačica izvorne stranice od 5. ožujka 2021. (Wayback Machine)